# 王亭之
王亭之（1935年5月19日—2024年10月26日），本名談錫永，筆名王亭之，來自「姑妄言之，姑妄聽之」的「妄聽之」，香港佛學家及專欄作家，亦是紫微斗數（中州派）、玄空風水及中國畫的專家。為藏傳佛教寧瑪派上師，致力於宣揚如來藏義理。
1986年由香港移居夏威夷，1993年移居加拿大多倫多，多倫多時間2024年10月26日下午3時正往生，享壽89歲。

## 生平
談錫永生於廣州，原籍鐵嶺，是廣東南海漢八旗鑲白旗世家子弟，攻讀化學，從事金融。自小修習琴棋書畫、醫卜星相、西派道家諸學，對子平八字、易理有研究。
談曾隨中州派近代傳人劉惠蒼師父學習紫微斗數和玄空風水，在香港傳播。成立紫微斗數學會，從事玄學術數研究。並在《明報》的專欄及其著作，檢討當時香港流傳之紫微斗數各種問題及流弊錯誤。
談錫永長期鑽研佛學，曾為佛教聯會撰寫多本有關佛教基本要理的書。二十八歲得機緣加入金剛乘學會，隨劉銳之及其上師敦珠仁波切修習藏傳佛教。三十八歲得阿闍梨位，法名無畏金剛。後來成立了密乘佛學會，翻譯寧瑪派叢書。他亦精通梵文和藏文，會同一眾弟子翻譯、校勘與疏解佛教經論，致力於弘揚四重緣起與如來藏的義理與觀修。由於受學於20世紀寧瑪派領袖敦珠仁波切達20年，他作為精通漢藏佛學並有修行證量的為數不多的漢人上師之一，以如來藏為主線貫穿佛教各宗派的見地和修習。
自1993年起，編輯、翻譯、著作四套叢書，由淺入深介紹如來藏。
他創辦北美漢藏佛學研究會，擔任漢藏佛學研究叢書學術委員會首席顧問，同時還兼任中國人民大學國學院客座教授，主持中國人民大學漢藏佛學研究中心，並講學於浙江大學、中山大學等大學院校。
他於中國畫方面，先後師承隔山派畫家張純初先生、嶺南派畫家趙崇正先生，自稱「嶺南再傳，隔山三代」，曾長期主持多家書畫評論專欄。
不過，一般市民對談錫永另一個身份「王亭之」更為熟悉，原因是王亭之在1980年代的學校及知識份子愛讀的《明報》副刊撰寫專欄《因話提話》十多年，有一班固定讀者。在這個專欄，王亭之不時都會對時弊擺出來討論。當中有像粵語正音問題，以及當時香港政制發展的問題等。移居加拿大後，在《多倫多星島日報》繼續發表專欄文章。
談也曾極力反對何文匯（甚至称其為“蛋頭”）提出的粵語正音運動，並因此成立了粵語文化傳播協會。
他也是調味料XO醬的發明者，其贡献的美食尚有爵士湯、炸奶黃包、阿一鮑魚、杏汁官燕、王亭之糖水等，曾擔任香港半島酒店飲食顧問。
2006年，香港著名馬評人董驃病逝，享年72歲，王亭之為其撰寫四言祭文，原載於董驃治喪委員會印刷之紀念董驃小冊子，並由丁羽宣讀：
|  | 維西元二千又六年，歲次丙戌，於農曆二月十五日，家人友好後學，同祭於董驃公之靈前，肅穆哀痛而悼之曰： 幼遭危難，遂成孤兒。長而立志，馬圈名馳。污泥不染，不蔓不枝，立言正大，公眾是依。一言雷動，發揭奸私。天崩地裂，悠然自怡。志在社會，豈肯然疑。同聲相應，正語嚴詞。 及於晚輩，扶掖切磋。獎之勵之，如琢如磨。琢玉成器，琢木成舵。期其卓立，不黨不阿。良心天地，勿論親疏。馬迷非少，權貴非多。公眾利益，維護唯呵。得公長養，芝蘭滿坡。 偶然遊戲，粉墨登場。富貴逼人，四海名揚。警察故事，助弱鋤強。形象如在，寧不哀傷。遽然而逝，慟我肝腸。永留典範，地久天長。英魂上界，辰宿列張。維公尚饗，奠以壺漿。 王亭之哭輓 |

## 作品[18][2]

### 佛學
- 《摩登女》（故事集），明河社，1978
- 《佛經故事新編》，談錫永著，華漢，1985
  - 《佛經故事新編》，王亭之著，華漢，1987，ISBN 9622880363
- 《王亭之談佛談密》，博益出版集團，1991，ISBN 9621708990
- 《王亭之說觀世音與大悲咒》，博益出版集團，1992，ISBN 962-17-1002-2
- 《王亭之談西藏密宗占卜：妙吉祥占卜法》，博益出版集團，1992，ISBN 9621710987
- 《王亭之細說輪迴·上卷》，博益出版集團，1992，ISBN 962-17-1124-X
- 《王亭之細說輪迴·下卷》，博益出版集團，1993，ISBN 962-17-1130-4
- 《王亭之談佛家名相》，博益出版集團，1993，ISBN 962-17-1165-7
- 《王亭之談佛家宗派》，博益出版集團，1993，ISBN 962-17-1221-1
- 《王亭之談密宗名相》，博益出版集團，1993，ISBN 962-17-1192-4
- 《大乘成業論》，王頌之導讀，王亭之編，密乘佛學會，1994，ISBN 9621712331
- 《雜阿含經》，黃家樹導讀，王亭之主編，密乘佛學會，1996，ISBN 9621715504
- 《佛家經論導讀叢書》：
  - 《甯瑪派叢書》：《九乘次第論集》、《幻化網秘密藏續釋：光明藏》、《辨法法性論及釋論兩種》、《甯瑪派四部宗義釋》、《決定寶燈》、《善說顯現喜宴》、《大圓滿前行及讚頌》、《大圓滿心性休息導引》、《六中有自解脫導引》
  - 《大中觀系列》：《四重緣起深般若》、《心經內義究竟義》、《聖入無分別總持經對勘及研究》、《入楞伽經梵本新譯》、《寶性論梵本新譯》、《如來藏論集》
- 《解深密經密意》、《無邊莊嚴會密意》
- 《談錫永作品集》：《佛家宗派》、《见修法鬘》、《密宗百问》、《密宗名相》、《闲话密宗》、《生与死的禅法》、《細說如來藏》、《如來藏三談》
- 《鳥聽婆羅門》，談錫永著
- 《駒那羅眼》，談錫永著

### 術數
- 《王亭之談斗數》，星際，1985
- 《安星法及推斷實例》，王亭之編著，紫微斗數學會，1986
- 《紫微斗數講義》，陸斌兆編著，王亭之補註，博益，1986
  - 1, 安星法，9621701384
  - 2, 星曜性質．上，9621701414
  - 3, 星曜性質．下，9621701422
- 《王亭之談星：紫微斗數星曜總談》，博益，1988，ISBN 9621703867
  - 圓方出版社，2010，ISBN 9789881876430
- 《中州派玄空學》上、中、下卷，王亭之編著，紫微文化服務社，1992
- 《王亭之談斗數與玄空》，勤+緣，1993，ISBN 9624472742
- 《斗數古賦今註．上卷：太微賦與形性賦》，博益，1994，ISBN 9621712475
  - 圓方, 2009，ISBN 9789881811844
- 《斗數古賦今註．下卷：骨髓賦與女命骨髓賦》，博益，1994，ISBN 9621712882
  - 圓方, 2009，ISBN 9789881811875
- 《八喜樓鈔本古訣與斗數格局》，博益，1994，ISBN 962171348X
- 《斗數零談》，博益，1995，ISBN 9621714036
- 《王亭之中州派風水年鑑．1996-97》，博益，1995，ISBN 9621714915
- 《風水平談》，博益，1996，ISBN 962174606X
  - 圓方出版社，2010，ISBN 9789881905406
- 《方術紀異》上、下，匯訊，1997，ISBN 9628383035、9628383043
  - 圓方出版社，2011，ISBN 9789888103553、9789888103560
- 《心眼指要真解》上、下，紫微文化服務社，1998
- 《地理辨正真訣》上、下，紫微文化服務社，1998
- 《中州派紫微斗數講義 初級講義》，紫微文化服務社，199_
- 《中州派紫微斗數講義 深造講義 上、下編》，紫微文化服務社，199_
- 《中州派紫微斗數講義 練習題》，紫微文化服務社，199_
- 《中州派紫微斗數講義》
- 《中州派紫微斗數高級教義》
- 《周易簡易占卜》，馮公夏遺稿，王亭之補訂，匯訊，2002，ISBN 9628383270
- 《紫微斗數古訣今註》，圓方，2009，ISBN 9789881842336
- 《紫微斗數古學拾零》，圓方，2009，ISBN 9789881842343
- 《周易象數例解》，商務印書館，2011，ISBN 9789620755880
- 《中州派玄空形學》，阮文良、談若樨合著

### 粵語
- 《廣府話救亡》，粵語文化傳播協會，2007，ISBN 978-988-99623-0-2
  - 《廣府話救亡》（二〇〇八增訂版），粵語文化傳播協會，2008，ISBN 978-988-99623-1-9

### 其他
- 《王亭之雜談》，文采坊，1986
- 《王亭之六談》，華漢文化，1987
- 《王亭之談食》，文采坊，1987
- 《兩談食性》，王亭之、姚香雄著，勤+緣，1991
  - 《家廚養生食經》（原書名：《食性兩談》），王亭之、姚香雄著，博益，1998，9621768179
- 《兩重腳跡》，遠行(台北市)，1977
  - 勤+緣，1992
- 王亭之春秋 (電台節目 加拿大中文電台)[19]